# Edition
Edition (med engelskt uttal) är ett marknadsföringsbegrepp. Det används som extra sporre för att sälja olika produkter till konsumenter. Termens användning ger konsumenten en känsla av att en produkt är unik på något sätt, och skapar ett "extra" behov av konsumtion.
Det finns olika kategorier för olika typer av upplagor, och dessa benämns oftast med hjälp av engelska lånord, exempelvis special edition, limited edition, deluxe edition och collector's edition. Ibland används termerna tillsammans för att ytterligare förstärka intryck och sporra till försäljning, till exempel deluxe collector's edition. Från början utgjordes sådana specialbetonade produkter vanligtvis av böcker, andra trycksaker samt inspelad musik eller film, men idag inkluderas även parfym, kläder, bilar, med mera.

## Special edition (Specialupplaga)
En special edition antyder att det finns något extra inkluderat. Detta kan vara extra låtspår på en CD eller extra utrustning till en bil. Vanligtvis används termen vid försäljning av DVD-filmer, men detta kan vara missvisande då det ofta förekommer att en så kallad special edition är den enda versionen som producerats.

## Limited edition (Begränsad upplaga)
En limited edition är begränsad till det antalet exemplar som producerats. Dock kan antalet variera extremt mycket från produkt till produkt, från ett par enstaka exemplar till flera tusen.

## Deluxe edition (Lyxupplaga)
En deluxe edition består ofta av film- och musikprodukter och antyder ett eftersläpp av en produkt (vanligtvis en utsatt tid efter det allra första släppet) med mycket extra material. Oftast har produkten då en ny mer exklusiv förpackning.

## Collector's edition (Samlarupplaga)
En collector's edition kan ibland bara vara en annan term för special edition eller deluxe edition och ha samma innebörd. Den kan också antyda att en produkt är begränsad, numrerad, att den har en annorlunda förpackning samt att den är signerad av upphovsmannen själv. Denna term betonar att det finns ett samlarvärde i produkten.